# Pie Traynor
 Harold Joseph "Pie" Traynor  (11 de noviembre de 1899 - 16 de marzo de 1972) fue un jugador profesional de béisbol de Estados Unidos. Jugó durante toda su carrera en Grandes Ligas como tercera base de los Pittsburgh Pirates. Luego de la Segunda Guerra Mundial, Traynor fue ampliamente considerado como el mejor tercera base de la historia de las Mayores. Ingresó en el Salón de la Fama en 1948 con el 76.9% de los votos.

## Carrera en Grandes Ligas
Traynor hizo su debut en Grandes Ligas con los Pittsburgh Pirates a la edad de 21 años el 15 de septiembre de 1920, actuando en 17 partidos durante esa temporada. En 1921, jugó 10 partidos con los Pirates, pasando la mayor parte de la temporada con los Birmingham Barons. Con los Barons promedió para .336 con 131 juegos, pero su defensa era aún un problema cometiendo 64 errores como shortstop.
Traynor pasó a ser el tercera base regular de los Pirates en 1922, promediando para .282 con 81 carreras impulsadas. Siguiendo las recomendaciones de Rogers Hornsby, comenzó a utilizar un bate más pesado para la temporada de 1923, convirtiéndose en uno de los mejores bateadores de la Liga Nacional de ese año, cuando promedió para más de .300 por primera vez en su carrera (.338) con 12 jonrones y 101 carreras impulsadas. Bajo la asesoría de su compañero de equipo Rabbit Maranville, su defensa igualmente comenzó mejorar, liderando a los tercera base de la Liga Nacional en outs y asistencias. En 1925, Traynor bateó para .320 con 6 jonrones y 106 carreras impulsadas, además de liderar la Liga en por ciento defensivo, mientras los Pirates ganaban el campeonato por la Liga Nacional con ocho juegos y medio de ventaja sobre los New York Giants. En la Serie Mundial de esa temporada, promedió para .347 incluyendo un cuadrangular frente al futuro integrante del Salón de la Fama Walter Johnson, imponiéndose los Pirates a los Washington Senators en siete partidos. Traynor terminó la temporada en el octavo puesto de la votación por el MVP. Sus 41 jugadas de doble-play de 1925, impusieron un récord para un tercera base de la Liga Nacional que se mantuvo por 25 años.
Los Pittsburgh Pirates ganaron nuevamente el título de la Liga Nacional en 1927 con Traynor bateando para .342 con 5 jonrones y 106 carreras impulsadas, pero los Pirates perdieron en la Serie Mundial ante los New York Yankees. En la temporada de 1928, promedió para .337 impulsando su mayor número de carreras en una temporada con 124, a pesar de haber conectado solamente 3 cuadrangulares para terminar en el sexto puesto de la votación por el MVP. Traynor continuó siendo un pilar para los Pirates durante las siguientes temporadas, produciendo para .356 de average en 1929, seguido por su mejor temporada de average ofensivo en 1930 con .366. En 1933, las Grandes Ligas tuvieron su primer Juego de Estrellas, siendo Traynor seleccionado como jugador de reserva para el equipo de la Liga Nacional. La última temporada completa de Traynor fue la de 1934, cuando promedió para más de .300 por novena vez en 10 años y fue seleccionado como tercera base regular para el Juego de Estrellas de ese año. Durante un partido de la temporada 1934, sufrió una lesión en un brazo en una jugada en home, lo que provocó que su defensiva comenzara a mermar. Traynor jugó su último partido en Grandes Ligas el 4 de agosto de 1934.

## Reconocimientos
En 1972 los Pittsburgh Pirates retiraron el número 20 de su uniforme en honor a Traynor. En 1999, “The Sporting News” lo ubicó en el puesto 70 de la lista de los 100 mejores jugadores de béisbol de la historia (100 Greatest Baseball Players) y fue nominado como finalista para el Juego de la Centuria de las Grandes Ligas (Major League Baseball All-Century Team).